# O Figueirense
Die Zeitung O Figueirense (dt.: Der Figueirenser) ist eine Lokalzeitung aus dem portugiesischen Seebad Figueira da Foz. Es ist die älteste Zeitung am Ort.

## Geschichte
Die Zeitung wurde am 19. Juni 1919 von José Maria Cardoso und José da Silva Fonseca gegründet. Sie waren die ersten Chefredakteure. Herausgeber war Joaquim Gomes de Almeida.
Seit 2001 ist die Zeitung auch online zu lesen, auf ihrer Webseite, über die auch die seit Mai 2001 archivierten Artikel abzurufen sind. Die Seite wird technisch betreut vom Unternehmen Octágono – Comunicação Digital, Lda. aus Figueira da Foz.

## Kennzahlen
O Figueirense erscheint wöchentlich, freitags, in einer Auflage von meist 4.000 Stück, mit einer monatlichen Gesamtauflage von 18.000 Exemplaren. Seit 2001 bietet die Zeitung eine kostenlose Onlineausgabe über ihre Internetseite an.
O Figueirense finanziert sich überwiegend über seinen Verkaufspreis. Auch im Abonnement ist die Zeitung zu beziehen, zu einem Preis von 50,- Euro (Inland) im Jahr.
Die Zeitung ist die Hauptaktivität der Firma Fozcom – Produção e Comunicação Multimédia, S.A., einem Unternehmen aus Figueira da Foz, das ihren Sitz in der Nummer 14 der nach der Zeitung benannten Innenstadtstraße Rua de O Figueirense hat.